# 1892 в авіації
Основна стаття: Авіація.
Хронологічний список подій у авіації за 1892 рік.

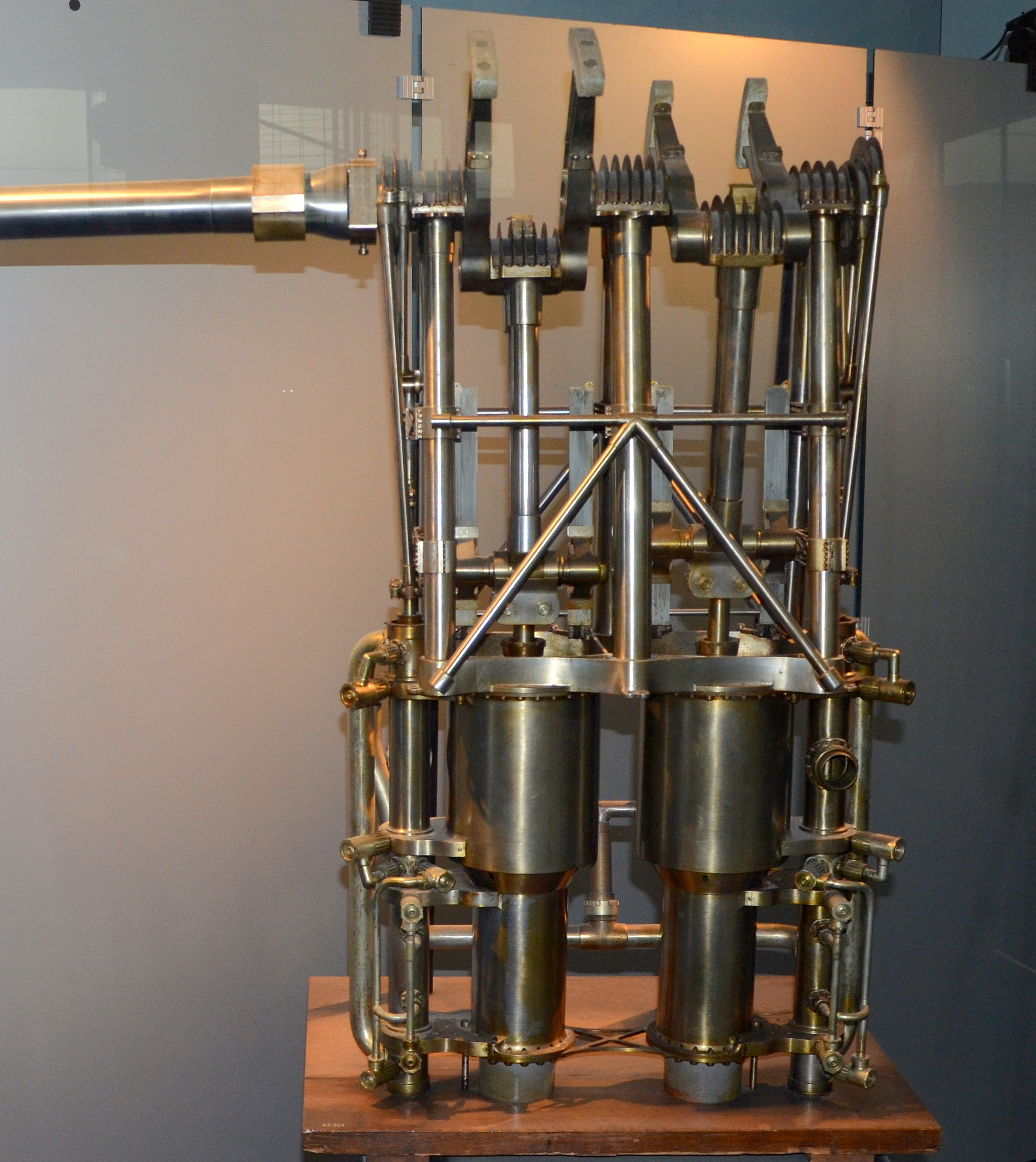
1892 рік, розроблено паровий авіадвигун «Zéphyr»

## Авіамотори, агрегати, прибори тощо

### Без точної дати
- Кліментом Адером (фр. Clément Ader), для літака Avion II, розроблено паровий авіадвигун «Zéphyr».

## Персоналії

### Народилися
- 22 січня — Марсель Дассо (фр. Marcel Dassault), французький промисловець і авіаконструктор, засновник компанії Société des Avions Marcel Bloch, що в подальшому перетворилася на Dassault Aviation.
- 24 січня — Швецов Аркадій Дмитрович, радянський конструктор авіаційних двигунів.
- 3 лютого — Едуард фон Достлер (нім. Eduard von Dostler), німецький льотчик-ас Першої світової війни, здобув 26 підтверджених повітряних перемог.
- 1 березня  — Рой Філліпс (англ. Roy Phillipps; † 21 травня 1941), австралійський льотчик-винищувач Першої світової війни із 15 збитими літаками супротивника.
- 7 березня — Френк Брум (англ. Frank Broome; † 16 квітня 1948), американський піонер авіації, тест-пілот компанії Vickers.
- 15 березня — Шарль Ненжессе (фр. Charles Nungesser), французький льотчик-ас часів Першої світової війни. Зник разом із Франсуа Колі (фр. François Coli) при спробі перетнути без проміжної посадки Атлантичний океан, за маршрутом Париж—Нью-Йорк на борту біплану «Білий птах» (фр. L’Oiseau Blanc, в англомовній літературі англ. The White Dove).
- 30 березня — Ергард Мільх (нім. Erhard Milch, † 1972), німецький воєначальник часів Третього Рейху, генерал-фельдмаршал Люфтваффе, учасник Першої світової війни на Східному та Західному фронтах.
- 6 квітня — Дональд Віллс Дуглас (англ. Donald Wills Douglas), американський промисловець і авіаконструктор. У 1921 заснував компанію Douglas Aircraft, пізніше перейменовану у компанію McDonnell Douglas.
- 13 квітня — Артур Траверс Гарріс, 1-й баронет Гарріс (англ. Arthur Travers Harris, також відомий як Бомбардувальник Гарріс), британський військовий діяч, маршал Королівських ВПС (1 січня 1946), глава бомбардувального командування Королівських ВПС у період Другої світової війни. Найбільш відомий як ідеолог стратегічних бомбардувань німецьких міст під час Другої світової війни, які призвели до численних жертв серед цивільного населення.
- 15 квітня — Теодор Остеркамп, німецький воєначальник часів Третього Рейху, генерал-майор Люфтваффе (1944). Учасник Першої та Другої світових воєн, один з найкращих асів Першої світової війни з 32 збитими літаками противника, єдиний льотчик, що став асом у двох світових війнах.
- 2 травня — Манфред фон Ріхтгофен, (Манфред Альбрехт барон фон Ріхтгофен; нім. Manfred Albrecht Freiherr von Richthofen), німецький льотчик-винищувач, найкращий ас Першої світової війни, на рахунку якого 80 збитих літаків противника. Широко відомий під прізвиськом «Червоний барон».
- 8 червня — Полікарпов Микола Миколайович, радянський авіаконструктор, в колах пов'язаних з авіабудуванням мав неофіційний статус «Короля винищувачів».
- 22 червня — Роберт Ріттер фон Грейм (нім. Robert Ritter von Greim, † 1945), німецький воєначальник часів Третього Рейху, генерал-фельдмаршал Люфтваффе, останній його головнокомандувач (квітень — травень 1945).
- 6 липня — Віллі Коппенс (нід. Baron Willy Omer François Jean Coppens de Houthulst; † 21 грудня 1986), бельгійський льотчик-ас Першої світової війни, на рахунку якого 37 підтверджених перемог та шість можливих.
- 9 липня — Кромвель Діксон (англ. Cromwell Dixon), американський піонер авіації.
- 11 липня — Траффорд Лі-Меллорі, британський воєначальник, Головний маршал авіації.
- 15 серпня — Вальтер Ретель (нім. Walter Rethel; † 1977), німецький авіаконструктор.
- 19 вересня — Альфред Келлер, один з вищих командирів люфтваффе, генерал-полковник авіації (19 липня 1940), корфюрер НСФК (нім. Nationalsozialistisches Fliegerkorps; 1943—1945).
- 26 вересня — Еміль Девуатин (фр. Émile Dewoitine), французький бізнесмен та авіаконструктор. Творець найкращого французького винищувача часів Другої світової війни — Dewoitine D.520.
- 13 листопада — Павло Золотов, військовий льотчик Армії УНР.
- 23 листопада — Харламов Микола Михайлович (29 липня 1938), бригадний інженер, начальник Центрального аерогідродинамічного інституту (ЦАГІ) від січня 1932 по листопад 1937.
- 8 грудня — Берт Гінклер (англ. Herbert John Louis Hinkler), австралійський піонер авіації, льотчик-випробувач та винахідник; учасник Першої світової війни. У травні 1920 здійснив безпосадоковий переліт на Avro 534 з Лондона до Турину, встановивши новий світовий рекорд.
- 20 грудня — Отто Кеннеке (нім. Otto Könnecke), німецький льотчик-винищувач часів Першої світової війни, кавалер ордена За Заслуги, перший німецький комерційний пілот.
- 29 грудня — Архангельський Олександр Олександрович, радянський авіаконструктор, доктор технічних наук (1940), Герой Соціалістичної Праці (1947). Брав участь в проектуванні та створенні військових та цивільних літаків, зокрема АНТ-20 «Максим Горький», АНТ-40 (СБ), Ту-4 та інших.

## Галерея

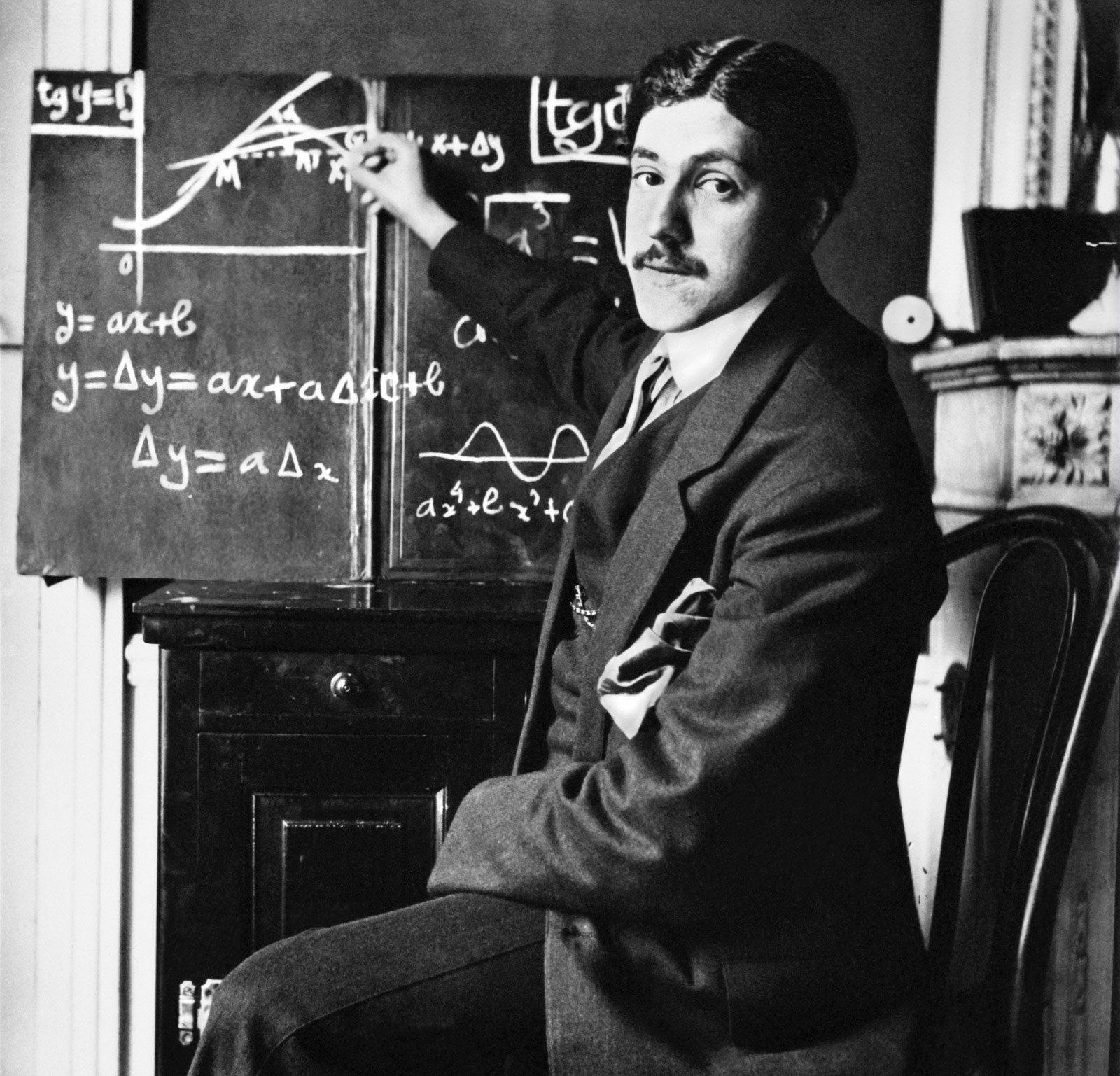
Марсель Дассо у 1914
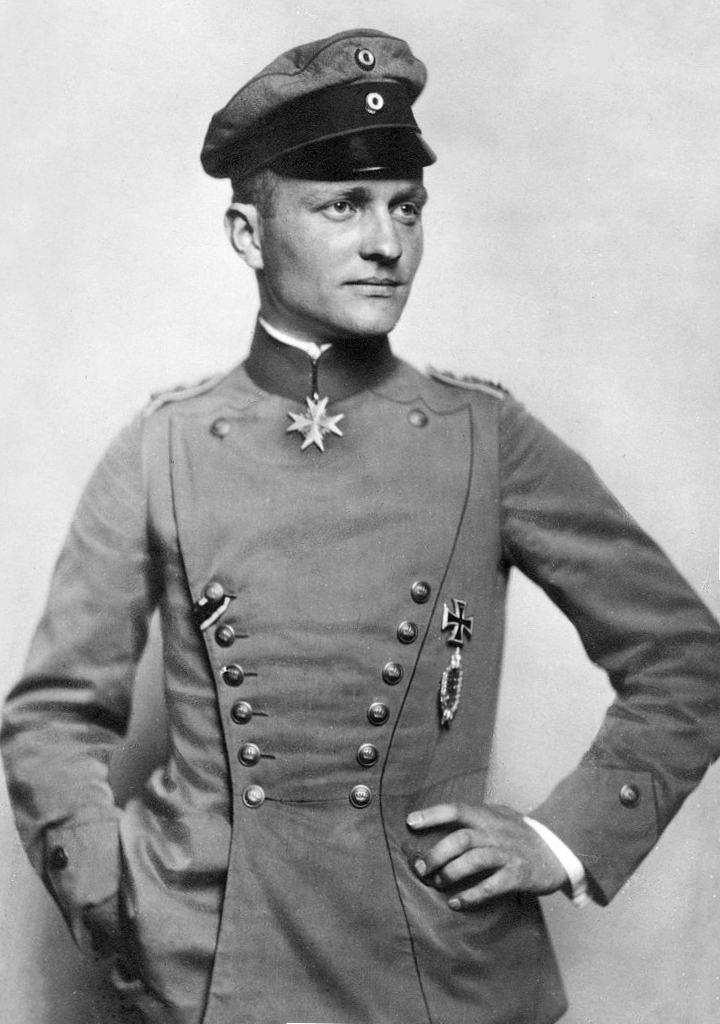
Манфред фон Ріхтгофен, портрет на тогочасній фотокартці
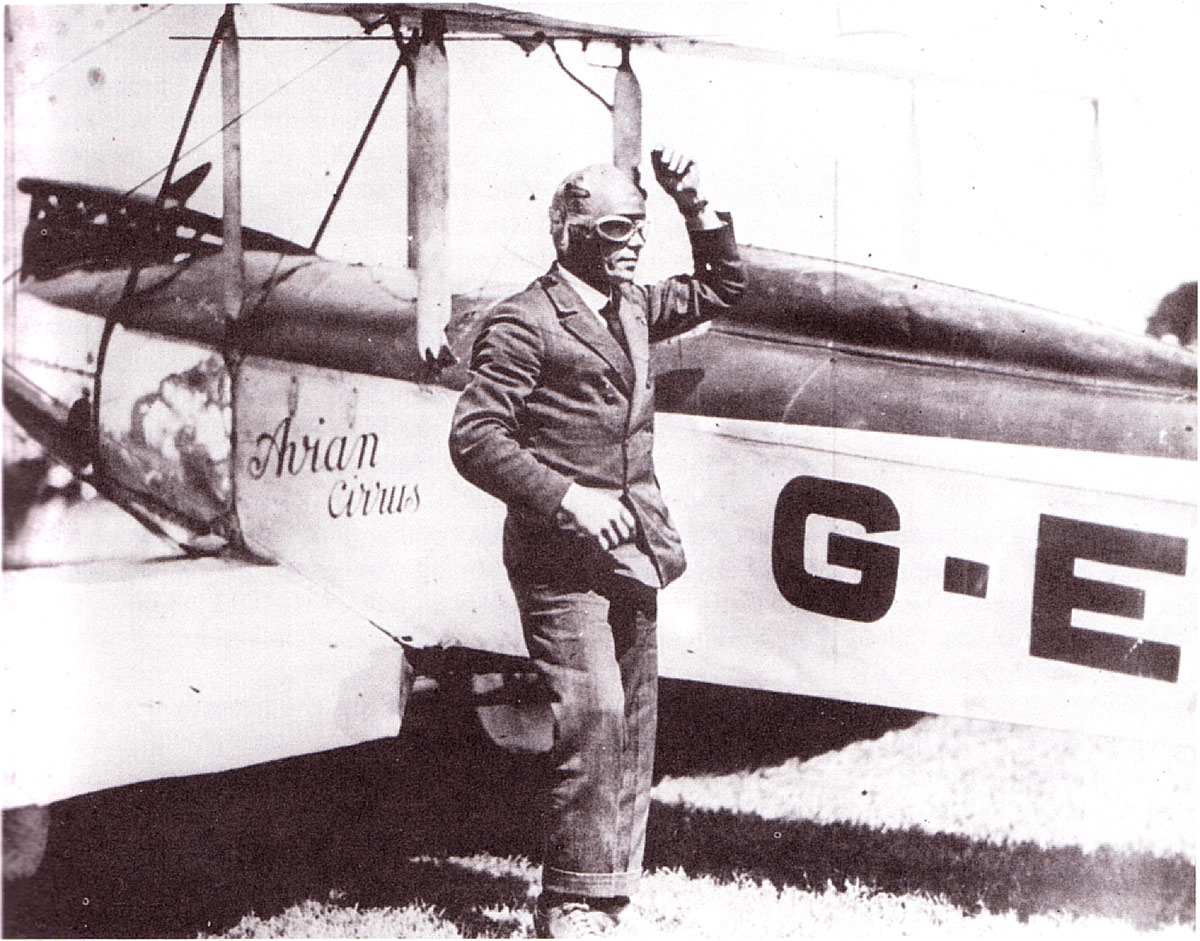
Берт Гінклер, 1928
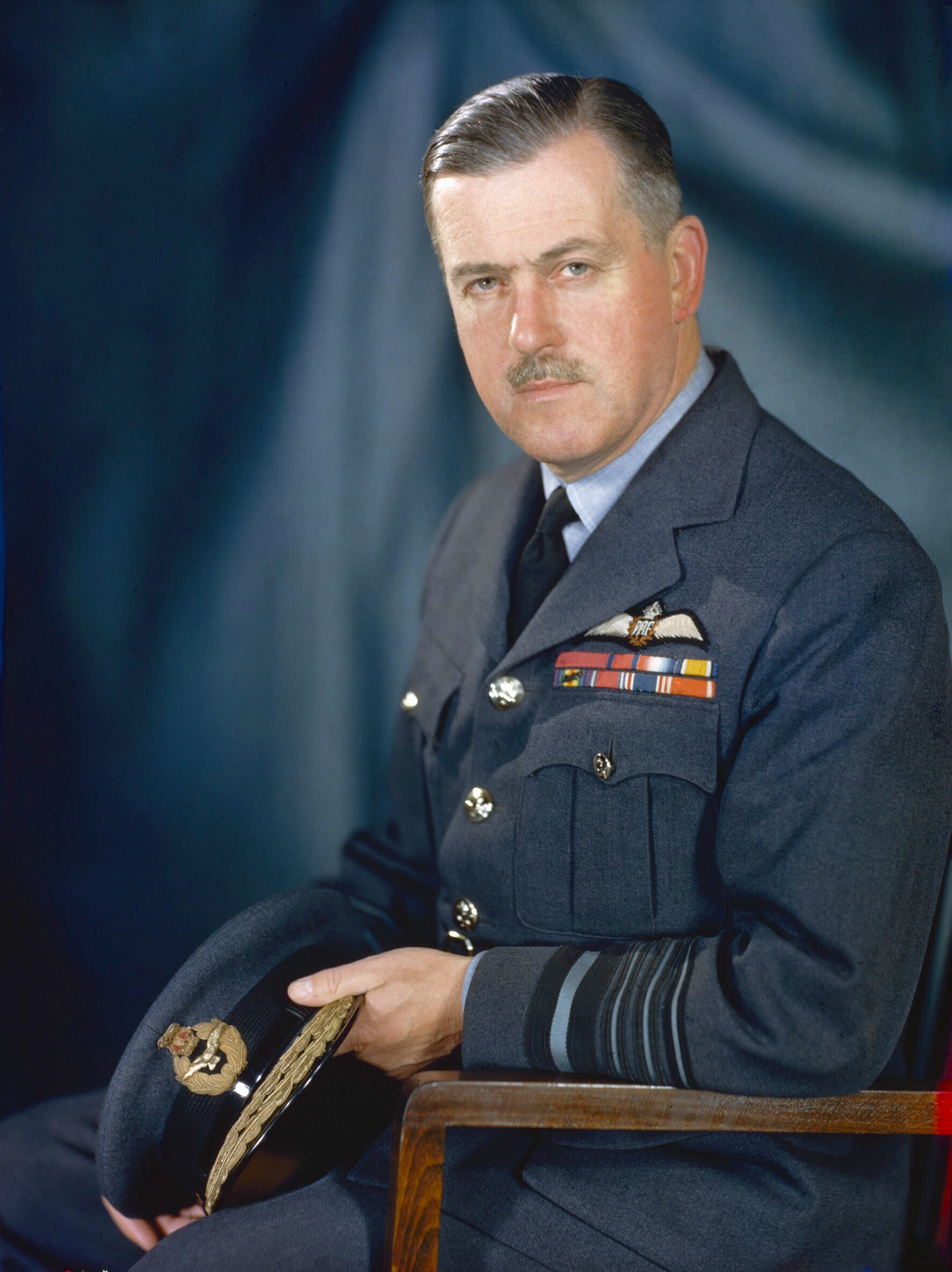
Траффорд Лі-Меллорі
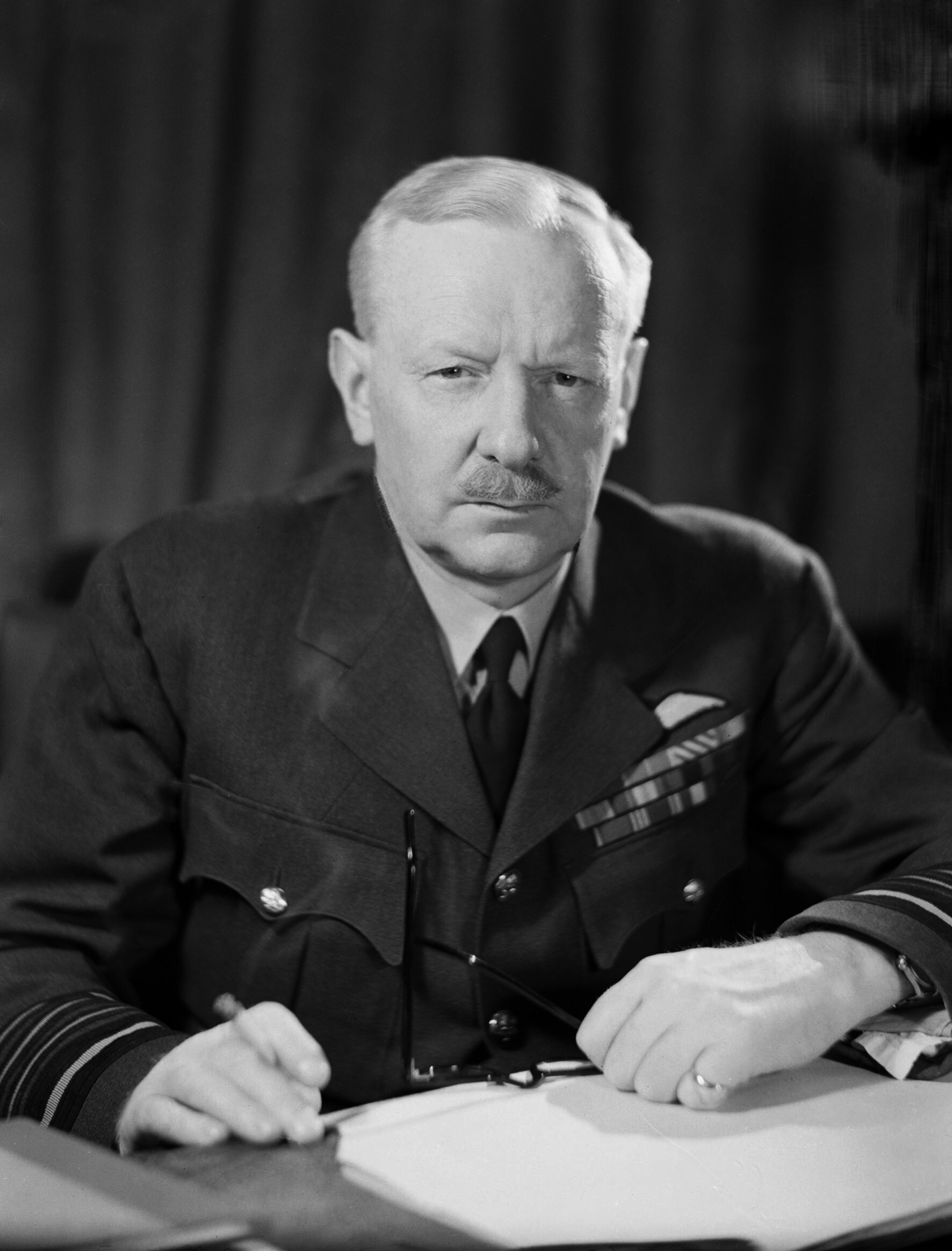
Артур Траверс Гарріс
Шарль Ненжессе
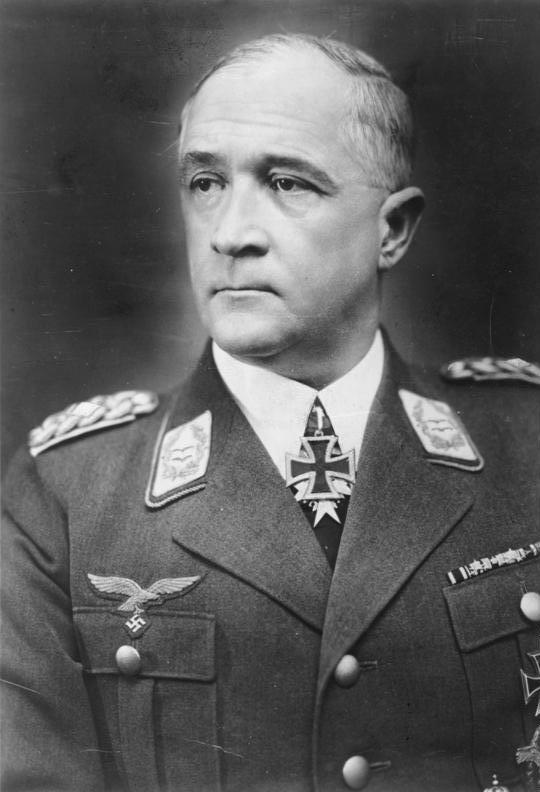
Роберт Ріттер фон Грейм
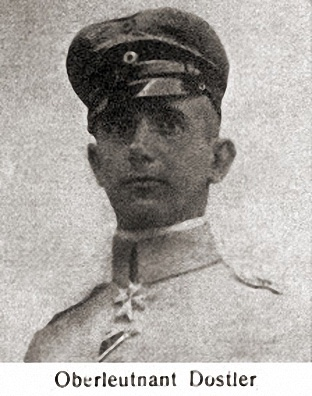
Едуард фон Достлер
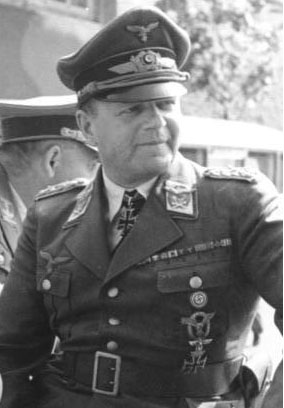
Ергард Мільх
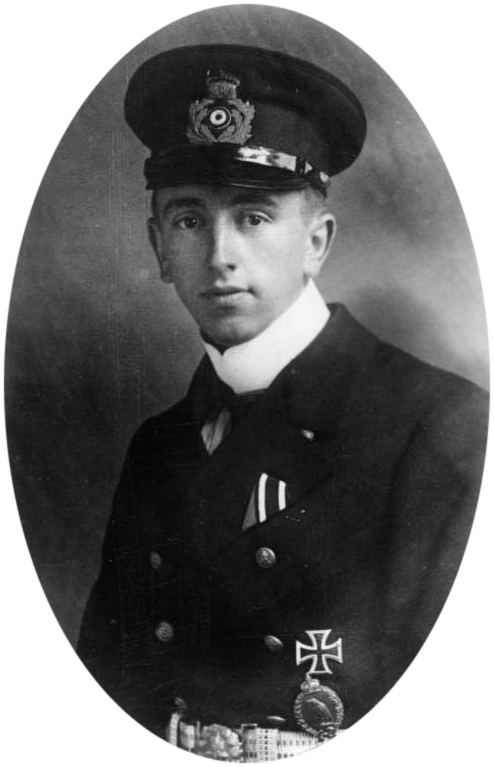
Теодор Остеркамп
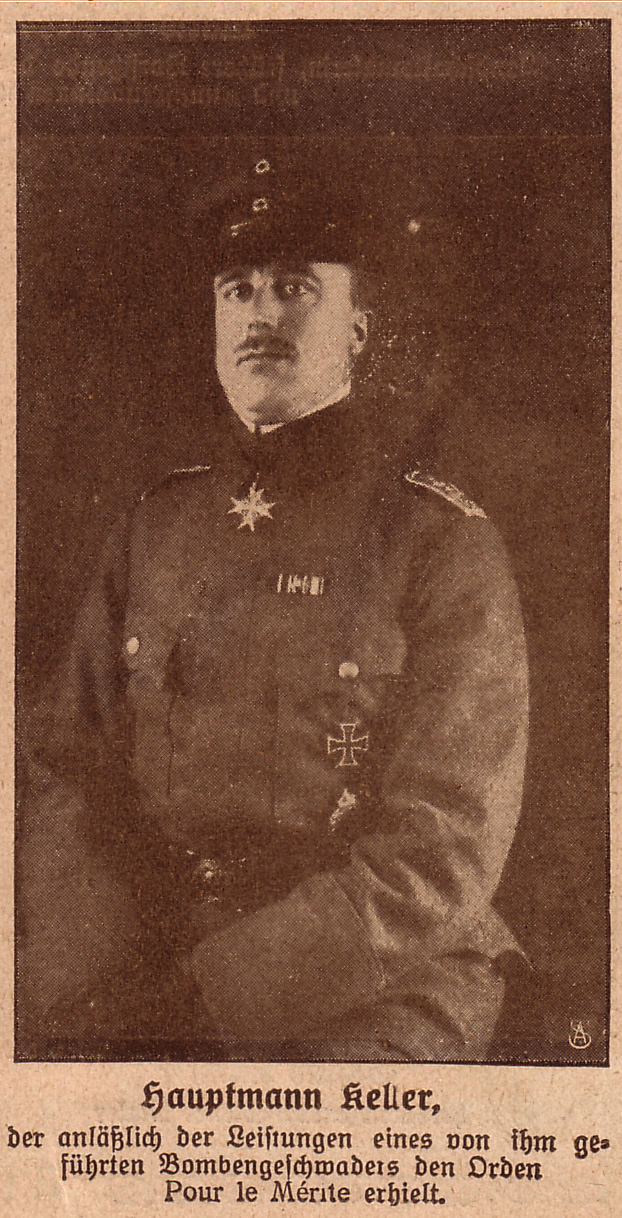
Альфред Келлер
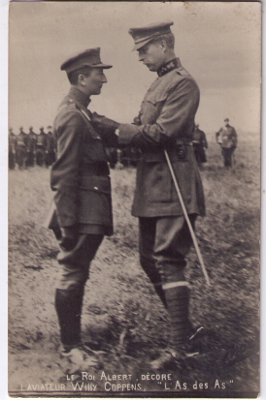
Віллі Коппенс отримує нагороду з рук короля Альберта І